# Liverpool Street (métro de Londres)
Article sur la station de métro, pour la gare, voir Gare de Liverpool Street.
Liverpool Street (prononcez [ˈlɪvəpʊl strɪːt]) est une station des lignes Central line, Circle line, Hammersmith & City line et Metropolitan line du métro de Londres, en zone 1. Elle est située rue Bishopsgate, dans la Cité de Londres.
La station de métro est en correspondance avec la gare de Liverpool Street.

## À proximité
- Gare de Liverpool Street